# Verleiten
Verleiten ist ein Fachbegriff für ein Ablenkeverhalten, der vor allem im ornithologischen Sprachgebrauch verwendet wird. 
Ein verleitender Vogel versucht, durch verschiedene Verhaltensweisen die Aufmerksamkeit des Fressfeindes auf sich zu ziehen und dadurch von der Brut oder den Küken abzulenken: Meist gebärdet er sich dabei so, als sei er selbst schwer verletzt oder sogar dem Sterben nah. Diese Verhaltensweisen, oft auch von klagenden Rufen begleitet, signalisieren, eine leichte Beute zu sein. Gelingt das Ablenkungsmanöver und ist der Eindringling weit genug von den Küken beziehungsweise vom Neststandort entfernt, fliegt der verleitende Vogel auf und kehrt meist auf Umwegen zu Küken oder Nest zurück.
Besonders ausgeprägt sind Verleite-Verhaltensweisen bei vielen Bodenbrütern, insbesondere bei Regenpfeiferartigen wie dem Mornellregenpfeifer.